# Medelpads västra domsagas valkrets
Medelpads västra domsagas valkrets var i riksdagsvalen till andra kammaren 1866–1908 en egen valkrets med ett mandat. Valkretsen, som motsvarar dagens Ånge kommun samt de inre delarna av Sundsvalls kommun, avskaffades vid införandet av proportionellt valsystem inför valet 1911 och uppgick då i Medelpads valkrets.

## Riksdagsmän
- Jonas Sjölund (1882–1884)
- Martin Huss (1885–vårsessionen 1887)
- Adolf Wändahl (höstsessionen 1887–1890)
- Nils Petter Wallmark, gamla lmp (1891–1893)
- Johan Eric Nordin, folkp 1895–1899, lib s 1900–1908 (1894–1908)
- Gustaf Thor, lib s (1909–1911)

## Valresultat

### 1896
| Andrakammarvalet i Sverige 1896: Medelpads västra domsagas valkrets | Andrakammarvalet i Sverige 1896: Medelpads västra domsagas valkrets | Andrakammarvalet i Sverige 1896: Medelpads västra domsagas valkrets | Andrakammarvalet i Sverige 1896: Medelpads västra domsagas valkrets | Andrakammarvalet i Sverige 1896: Medelpads västra domsagas valkrets | Andrakammarvalet i Sverige 1896: Medelpads västra domsagas valkrets |
| Parti                                                               | Parti                                                               | Kandidat                                                            | Röster                                                              | %                                                                   | ±                                                                   |
| ------------------------------------------------------------------- | ------------------------------------------------------------------- | ------------------------------------------------------------------- | ------------------------------------------------------------------- | ------------------------------------------------------------------- | ------------------------------------------------------------------- |
|                                                                     | Folkpartiet                                                         | Johan Eric Nordin                                                   | 769                                                                 | 67,4                                                                |                                                                     |
|                                                                     | Lantmannapartiet                                                    | Nils Petter Wallmark                                                | 368                                                                 | 32,2                                                                |                                                                     |
|                                                                     | Annat                                                               | Övriga                                                              | 4                                                                   | 0,4                                                                 |                                                                     |
| Valdeltagande                                                       | Valdeltagande                                                       | Valdeltagande                                                       | 1,149                                                               | 54,2                                                                |                                                                     |

- 8 röster kasserades.

### 1899
| Andrakammarvalet i Sverige 1899: Medelpads västra domsagas valkrets | Andrakammarvalet i Sverige 1899: Medelpads västra domsagas valkrets | Andrakammarvalet i Sverige 1899: Medelpads västra domsagas valkrets | Andrakammarvalet i Sverige 1899: Medelpads västra domsagas valkrets | Andrakammarvalet i Sverige 1899: Medelpads västra domsagas valkrets | Andrakammarvalet i Sverige 1899: Medelpads västra domsagas valkrets |
| Parti                                                               | Parti                                                               | Kandidat                                                            | Röster                                                              | %                                                                   | ±                                                                   |
| ------------------------------------------------------------------- | ------------------------------------------------------------------- | ------------------------------------------------------------------- | ------------------------------------------------------------------- | ------------------------------------------------------------------- | ------------------------------------------------------------------- |
|                                                                     | Liberala samlingspartiet                                            | Johan Eric Nordin                                                   | 514                                                                 | 64,2                                                                | -3,2                                                                |
|                                                                     | Annat                                                               | Widell i Torp                                                       | 155                                                                 | 19,3                                                                |                                                                     |
|                                                                     | Annat                                                               | Övriga                                                              | 132                                                                 | 16,5                                                                |                                                                     |
| Valdeltagande                                                       | Valdeltagande                                                       | Valdeltagande                                                       | 805                                                                 | 35,2                                                                |                                                                     |

Valet ägde rum den 20 augusti 1899. 4 röster kasserades.

### 1902
| Andrakammarvalet i Sverige 1902: Medelpads västra domsagas valkrets | Andrakammarvalet i Sverige 1902: Medelpads västra domsagas valkrets | Andrakammarvalet i Sverige 1902: Medelpads västra domsagas valkrets | Andrakammarvalet i Sverige 1902: Medelpads västra domsagas valkrets | Andrakammarvalet i Sverige 1902: Medelpads västra domsagas valkrets | Andrakammarvalet i Sverige 1902: Medelpads västra domsagas valkrets |
| Parti                                                               | Parti                                                               | Kandidat                                                            | Röster                                                              | %                                                                   | ±                                                                   |
| ------------------------------------------------------------------- | ------------------------------------------------------------------- | ------------------------------------------------------------------- | ------------------------------------------------------------------- | ------------------------------------------------------------------- | ------------------------------------------------------------------- |
|                                                                     | Liberala samlingspartiet                                            | Johan Eric Nordin                                                   | 610                                                                 | 56,5                                                                | -7,7                                                                |
|                                                                     | Moderat konservativ                                                 | Nils Petter Wallmark                                                | 469                                                                 | 43,5                                                                |                                                                     |
| Valdeltagande                                                       | Valdeltagande                                                       | Valdeltagande                                                       | 1,082                                                               | 46,3                                                                |                                                                     |

Valet ägde rum den 7 september 1902. 3 röster kasserades.

### 1905
| Andrakammarvalet i Sverige 1905: Medelpads västra domsagas valkrets | Andrakammarvalet i Sverige 1905: Medelpads västra domsagas valkrets | Andrakammarvalet i Sverige 1905: Medelpads västra domsagas valkrets | Andrakammarvalet i Sverige 1905: Medelpads västra domsagas valkrets | Andrakammarvalet i Sverige 1905: Medelpads västra domsagas valkrets | Andrakammarvalet i Sverige 1905: Medelpads västra domsagas valkrets |
| Parti                                                               | Parti                                                               | Kandidat                                                            | Röster                                                              | %                                                                   | ±                                                                   |
| ------------------------------------------------------------------- | ------------------------------------------------------------------- | ------------------------------------------------------------------- | ------------------------------------------------------------------- | ------------------------------------------------------------------- | ------------------------------------------------------------------- |
|                                                                     | Liberala samlingspartiet                                            | Johan Eric Nordin                                                   | 554                                                                 | 54,2                                                                | -2,3                                                                |
|                                                                     | Annat                                                               | C.F. de Ron                                                         | 466                                                                 | 45,6                                                                |                                                                     |
|                                                                     | Annat                                                               | Övriga                                                              | 2                                                                   | 0,2                                                                 |                                                                     |
| Valdeltagande                                                       | Valdeltagande                                                       | Valdeltagande                                                       | 1,022                                                               | 41,8                                                                |                                                                     |

Valet ägde rum den 17 september 1905. Inga röster kasserades.

### 1908
| Andrakammarvalet i Sverige 1908: Medelpads västra domsagas valkrets | Andrakammarvalet i Sverige 1908: Medelpads västra domsagas valkrets | Andrakammarvalet i Sverige 1908: Medelpads västra domsagas valkrets | Andrakammarvalet i Sverige 1908: Medelpads västra domsagas valkrets | Andrakammarvalet i Sverige 1908: Medelpads västra domsagas valkrets | Andrakammarvalet i Sverige 1908: Medelpads västra domsagas valkrets |
| Parti                                                               | Parti                                                               | Kandidat                                                            | Röster                                                              | %                                                                   | ±                                                                   |
| ------------------------------------------------------------------- | ------------------------------------------------------------------- | ------------------------------------------------------------------- | ------------------------------------------------------------------- | ------------------------------------------------------------------- | ------------------------------------------------------------------- |
|                                                                     | Liberala samlingspartiet                                            | Gustaf Thor                                                         | 828                                                                 | 61,5                                                                |                                                                     |
|                                                                     | Partilös frisinnad/radikal                                          | Alfred Lindström                                                    | 518                                                                 | 38,5                                                                |                                                                     |
| Valdeltagande                                                       | Valdeltagande                                                       | Valdeltagande                                                       | 1,347                                                               | 47,3                                                                |                                                                     |

Valet ägde rum den 13 september 1908. 1 röst kasserades.